# Pseudoeurycea amuzga
Espèce
Statut de conservation UICN

 EN  : En danger
Pseudoeurycea amuzga est une espèce d'urodèles de la famille des Plethodontidae.

## Répartition
Cette espèce est endémique du Guerrero au Mexique. Elle se rencontre de 1 645 à 1 740 m d'altitude dans la Sierra de Malinaltepec,.

## Publication originale
- Pérez-Ramos & Saldaña de la Riva, 2003 : Nueva especie de salamandra del género Pseudoeurycea (Amphibia: Caudata: Plethodontidae) de la región Amuzga, al sureste de Guerrero, México. Acta Zoologica Mexicana, Nuevo Serie, vol. 89, p. 55-68 (texte intégral).